# Лоб

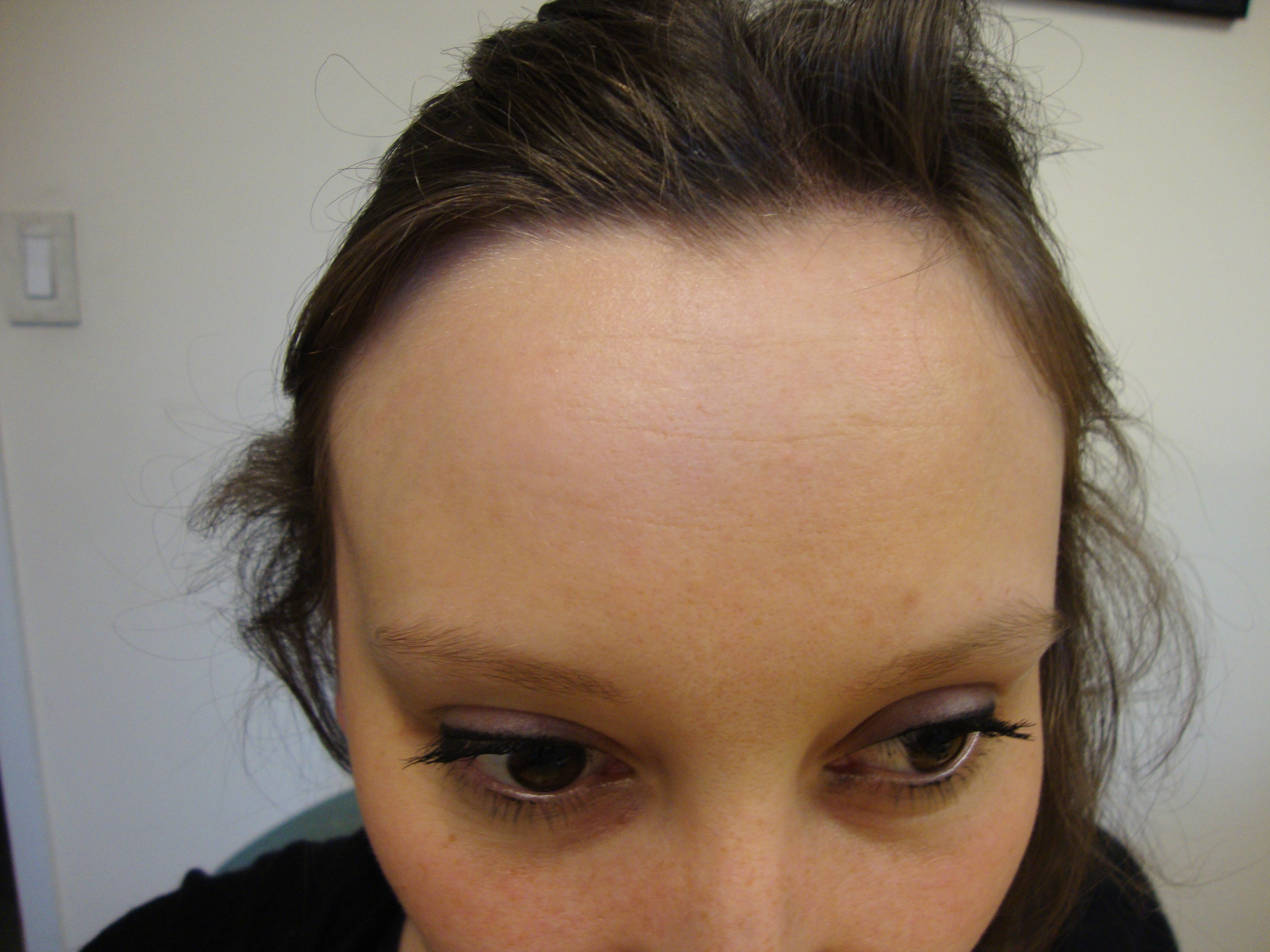
Лоб (чоло) жінки

Лоб або чоло́ (лобова́ діля́нка, лат. regio frontalis) — анатомічна ділянка голови людини, обмежена волосистою частиною голови зверху та брівми (надочничним краєм лобової кістки) знизу. По боках чоло обмежене скронями. Найбільший м'яз лобової ділянки — лобове черевце потилично-лобового м'яза.
Популярний стереотип полягає в тому, що високе чоло є ознакою високого інтелекту. Наприклад, Сократ вирізнявся високим чолом. Чоло є популярним місцем для прикрас, татуювань та релігійного символізму.
Є народності, у яких дотик чолом замінює вітання.